# Holly Roth
Pour les articles homonymes, voir Roth.
Holly Roth, née en 1916 à Chicago dans l’Illinois aux États-Unis et morte en 1964 en mer Méditerranée, est une femme de lettres américaine, auteure de roman d'espionnage et de roman policier. Une partie de son œuvre est signée P.J. Merrill et K.G. Ballard.

## Biographie
Elle passe son enfance à Brooklyn et Londres. Elle se marie à 20 ans mais devient veuve dès l'année suivante. Elle travaille comme mannequin et collabore à des journaux comme Cosmopolitan, Seventeen, American Journal of Surgery ou le New York Post. 
En 1954, elle publie son premier roman Une contre-espionne disparaît (The Content Assignment), un roman d’espionnage anticommuniste. Elle aborde la littérature policière en 1957 avec une série de deux romans consacrés à l'inspecteur de police Medford, Shadow of a Lady et Hécatombe strictement médicale (Operation Doctors). En 1959, elle publie L'Enfant de nulle part (The Slender Thread) signé P.J. Merrill. Sous le pseudonyme de K.G. Ballard, elle publie quatre romans policiers dont, en 1960, La Femme et sa proie (Trial by Desire), un roman d’énigme. 
En 1964, elle disparaît en mer Méditerranée alors qu'elle participe à une pêche. Son corps n'a jamais été retrouvé.

## Œuvre

### Romans signé Holly Roth
- The Content Assignment, 1954
  - Une contre-espionne disparaît, L'Aventure criminelle no 53, 1959
- The Mask of Glass, 1954
  - Au paradis des espions, L'Aventure criminelle no 59, 1959
- The Sleeper, 1955
  - L'Espion en sommeil, L'Aventure criminelle no 45, 1959
- The Crimson in the Purple, 1956
  - Monstres sacrés, L'Aventure criminelle no 71, 1960
- The Van Dreisen Affair, 1960
  - L'Affaire Van Dreisen, L'Aventure criminelle no 109, 1961
- Button, Button, 1966

#### Série inspecteur Medford
- Shadow of a Lady, 1957
- Operation Doctors, 1962 (autre titre Too Many Doctors)
  - Hécatombe strictement médicale, L'Aventure criminelle no 169, 1964

### Romans signé K.G. Ballard
- Coast of Fear, 1957
- Bar Sinister, 1960
- Trial by Desire, 1960
  - La Femme et sa proie, L'Aventure criminelle no 163, 1963 (signé Holly Roth pour la traduction française)
- Gauge of Deception, 1963

### Roman signé P.J. Merrill
- The Slender Thread, 1959
  - L'Enfant de nulle part, Série noire no 612, 1960

### Nouvelles signées Holly Roth
Ordre de parution en français
Liste non exhaustive
- They Didn't Deserve her Death
  - Ils ne méritaient pas que je meure, Mystère magazine no 198, juillet 1964
- A Sense of Dinasty
  - Anne, ma sœur Anne, Mystère magazine no 203, décembre 1964
- The Fourth Man
  - Le Sixième Doigt, Alfred Hitchcock magazine no 45 janvier 1965, réédition dans le recueil Histoires noires Le Livre de poche no 6588, 1989
- The Purshuer, 1959
  - Le Couteau dans l'ombre, Anthologie du Suspense no 3 1965, réédition sous le titre Le Persécuteur dans le recueil Histoires à claquer des dents, Pocket no 1822, 1982
- The Spy Who Was so Obvious, 1964
  - Un espion trop voyant, Mystère magazine no 209, juin 1965
- Who Walks Behind
  - Qui me suit ?, Anthologie du Mystère no 8, mars 1966
- The Six Mistakes, 1957, 1969
  - Les Six Erreurs, Anthologie du Mystère no 12, 1969
- The Girl Who Saw too Much, 1956
  - Témoin oculaire, Mystère magazine no 281, juillet 1971

## Sources
- Claude Mesplède (dir.), Dictionnaire des littératures policières, vol. 2 : J - Z, Nantes, Joseph K, coll. « Temps noir », 2007, 1086 p. (ISBN 978-2-910-68645-1, OCLC 315873361).
- Claude Mesplède, Les années "Série noire" : bibliographie critique d'une collection policière, vol. 2 : 1959-1966, Amiens, Editions Encrage, coll. « Travaux » (no 17), 1993 (ISBN 978-2-906-38943-4), p. 69-70.
- Claude Mesplède et Jean-Jacques Schleret, SN, voyage au bout de la Noire : inventaire de 732 auteurs et de leurs œuvres publiés en séries Noire et Blème : suivi d'une filmographie complète, Paris, Futuropolis, 1982 (OCLC 11972030), p. 271-272